# The Unbending Trees
A magyar The Unbending Trees puritán, csendes kamara-balladákra és slow-core popra specializálódott kvartett.

## Története
Hajós Kristóf (ének, szövegek) és Havasi Balázs (zongora) a Zeneakadémián végzett zongoraművész és zeneszerző, aki a klasszikustól a modern felé fordult, alapították a zenekart Háry Péterrel 2006-ban, aki 2009-ben kivált a zenekarból. Az angol kiadó és producer Ben Watt kérésére, álltak össze zenekarrá, aki egy pár demo után lemezszerződést ajánlott a zenészeknek erre a felállásra.
Az ő zenei világukból jött létre bemutatkozó albumuk, a Chemically Happy (Is The New Sad).
A MySpace-en találta meg, és szerződtette le őket Ben Watt (ex-Everything But The Girl) a Strange Feeling Records labeljéhez, melyet a Buzzin' Fly kiadójának alternatív és indie részlegeként alapított.
A The Unbending Trees 2007-ben mutatkozott be Londonban. Négy dalos "The First Day" című EP-jük Jim Gellatly (XFM Scotland), Rob Da Bank (BBC Radio 1), Molloy Woodcraft (The Observer) elismerését vívta ki.
2008 tavaszán egyszeri közös produkcióval jelentkeztek a Heaven Street Seven frontemberével, Szűcs Krisztiánnal. Ugyanebben az évben a magyar MTV Icon Neoton részében előadott Pago-Pago feldolgozásával lépett fel.
A közép-európai hangzást kis gótikus sötétséggel ötvözve Leonard Cohen vagy Scott Walker lennének a legmegfelelőbb hasonlatok.  Az angol Tracey Thornnal készült duettjük Overture címmel jelent meg, mint a nagylemez beharangozója. A nagylemezre valamennyi angol országos napilap pozitív kritikával reagált, a The Times zenekritikusa, Pete Paphides Budapestre repült, hogy egész oldalas cikket írjon a zenekarról. Szintén ősszel a BBC6 felkérésére a zenekar radio session-t vett fel.
Ez év decemberében Gábor Andor ütőhangszeres csatlakozott a zenekarhoz, 2009 márciusában pedig Honyecz Ferenc basszusgitáros és hárfás vette át Háry Péter helyét.
2009 augusztusában a zenekar Guys That Died című dalához az angol Howard J Hardiman képregényt készített.
Jelenleg második nagylemezükön dolgoznak, amelyről 2010-ben Havasi koncertfilmjében Bocskor Bíborkával az Invisible című új dalukat adták elő.
2010-ben Tracey Thorn feldolgozta 'You Are A Lover' című dalukat, mely 2011-ben megjelent kislemezként is.
2013-ban a zenekar bejelentette, hogy október 15-én a két alapító tag, Havasi Balázs és Hajós-Dévényi Kristóf dupla albummal tér vissza, melynek producere Tövisházi Ambrus.

## Tagok
- Hajós-Dévényi Kristóf - ének, dalszövegek
- Havasi Balázs - zongora, zeneszerzés

Korábbi tagok
- Honyecz Ferenc (2009-2011)- basszusgitár, hárfa
- Gábor Andor (2008-2011)- ütősök, dob
- Háry Péter (2006-2009) - basszusgitár, trombita, programozás

## Diszkográfia

### 2007
- The First Day EP

### 2008
- The Original (Szűcs Krisztiánnal)
- Overture (with Tracey Thorn) e-single
- Chemically Happy (Is The New Sad) album
- Everybody's Lover EP

### 2009
Guys That Died - képregény

### 2010
- HAVASI - Red Symphonic Concert Show DVD (track: Invisible)

### 2013
- HAVASI - Symphonic 2 (Track: Hello, Miss Dawn)
- Meteor - dupla album